# اتحاد الجامعات المكسيكية
اتحاد الجامعات المكسيكية (بالإسبانية: Consorcio de Universidades Mexicanas، CUMEX)‏ هي مجموعة انتقائية من مؤسسات التعليم العالي العامة المكسيكية، المعترف بها من خلال معايير الجودة العالية.[بحاجة لمصدر]

## العضوية
فيما يلي قائمة بالمؤسسات الأعضاء الحالية في اتحاد الجامعات المكسيكية. يوجد 28 اعتبارًا من عام 2020.
- جامعة بويبلا المستقلة
- الجامعة الوطنية المستقلة في المكسيك
- جامعة غوادالاخارا